# Géographie de la république de Carélie
La république de Carélie est située au nord-est de l'Europe, dans la partie nord-ouest de la Russie européenne.
La pointe extrême nord de la Carélie est située au nord du lac Askijärvi, la pointe extrême orientale se trouve dans le raïon de Poudoj près du lac Maloïe Tcherozero, la pointe extrême sud se situe près du cap Gabanov, la pointe extrême ouest se trouve au sud de la république dans le raïon de Sortavala sur la rive nord du lac Pitkäjärvi. Le centre géographique de la république est situé sur le territoire de l'établissement rural de Padanski, au sud du village de Kouznavolok, près du lac Ielmozero.

## Situation
La république est située dans la partie nord-ouest de la fédération de Russie, en position intermédiaire entre les bassins de la mer Blanche et de la mer Baltique. La côte de la mer Blanche s'étend sur 630 km.
La plus grande partie du territoire de la république (148 000 km2 ou 85 %) est constituée de réserves forestières d'État.
- Superficie : 180 520 km2.
- Frontières :
  - internes : oblast de Mourmansk (N), oblast d'Arkhangelsk (E/SE), oblast de Vologda (SE/S), oblast de Léningrad (S/SO) ;
  - internationale : Laponie en Finlande (SO/O/NO) (longueur de la frontière : 723 km) ;
  - maritimes : mer Blanche (un bras de la mer de Barents) (N/NE/E), mer Baltique (SO).

## Hydrographie

### Lacs

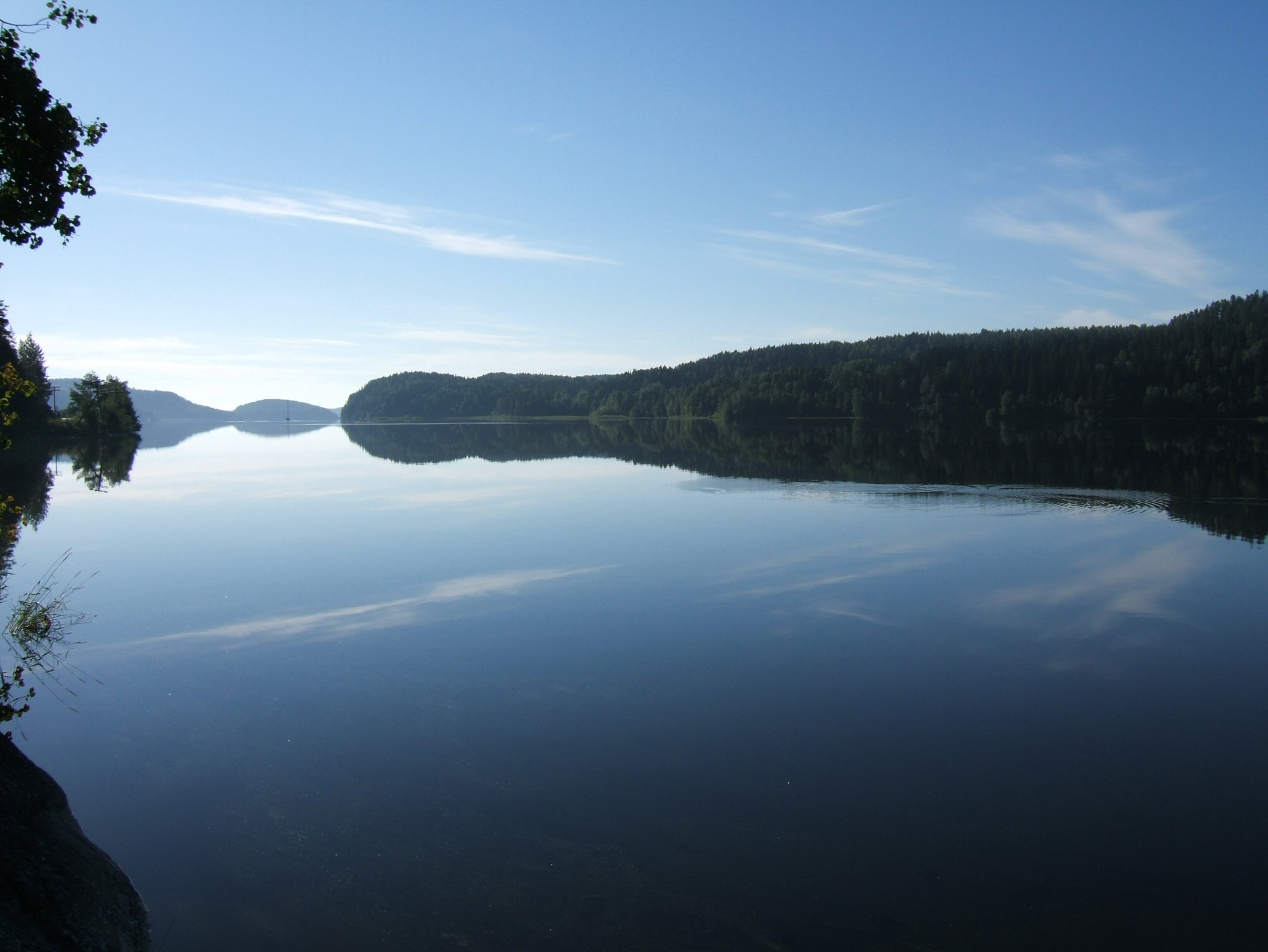
L'archipel de Sortavala sur le lac Ladoga.

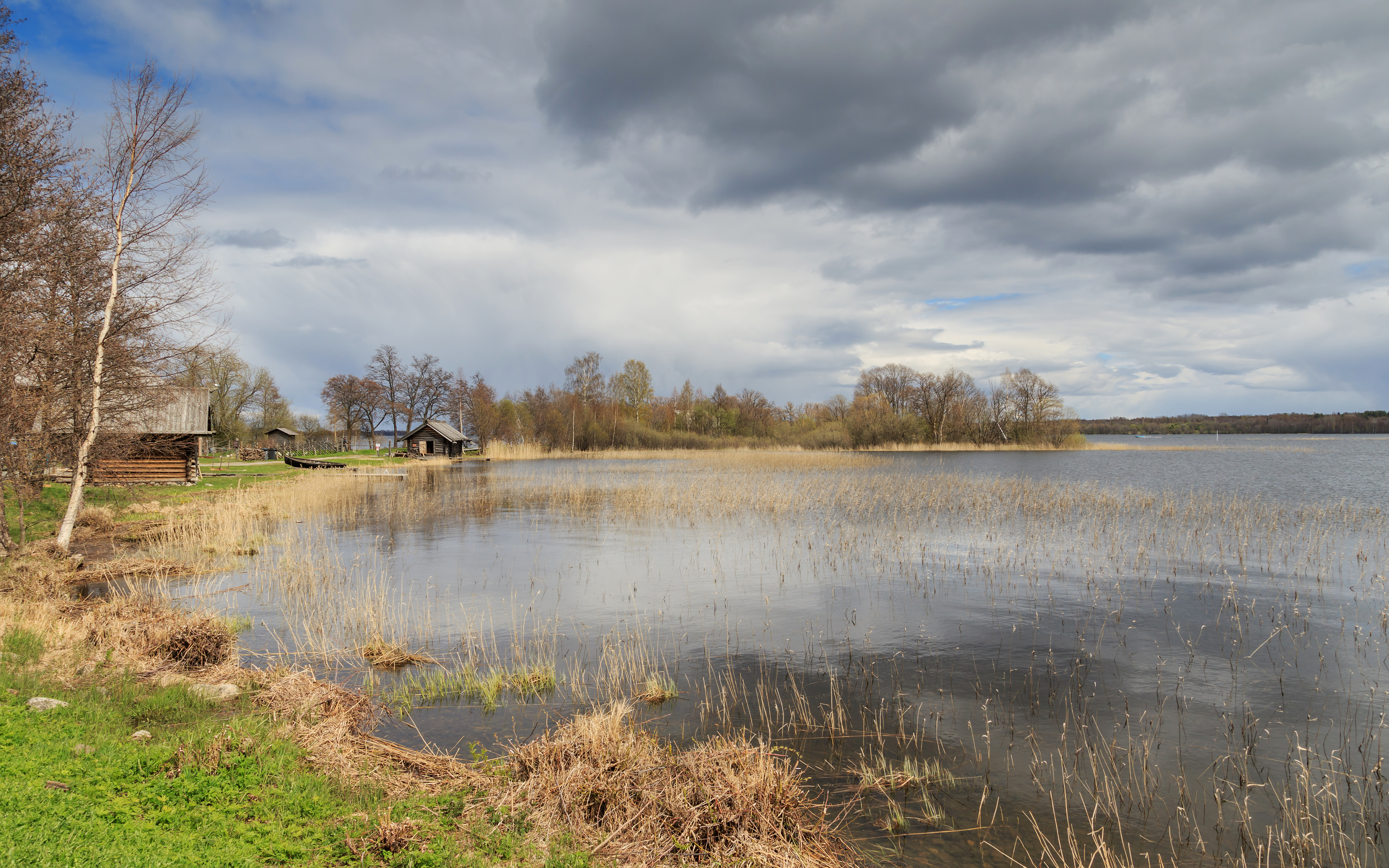
Le lac Onega.

Il y a 60 000 lacs en Carélie. Les lacs et marécages de la république contiennent environ 2 000 km3 d'eau douce de très bonne qualité.
On y trouve les deux plus grands lacs d'Europe :
- le lac Ladoga :
  - en russe : Ла́дожское о́зеро, Ladojskoïe ozero ou Ла́дога, Ladoga,
  - en finnois : Laatokka [auparavant Nevajärvi],
  - en carélien : Luadogu ;
- le lac Onega :
  - en russe : Онежское озеро, Onejskoïe ozero,
  - en finnois : Ääninen ou Äänisjärvi.

Parmi les autres lacs figurent :
- le lac Niouk (en finnois : Nuokkijärvi) ;
- le lac Piaozero (en finnois : Pääjärvi) ;
- le lac Segozero (en finnois : Seesjärvi) ;
- le lac Siamozero (en finnois : Säämäjärvi) ;
- le lac Topozero (en finnois : Tuoppajärvi) ;
- le lac Vygozero (en finnois : Uikujärvi).

### Cours d'eau

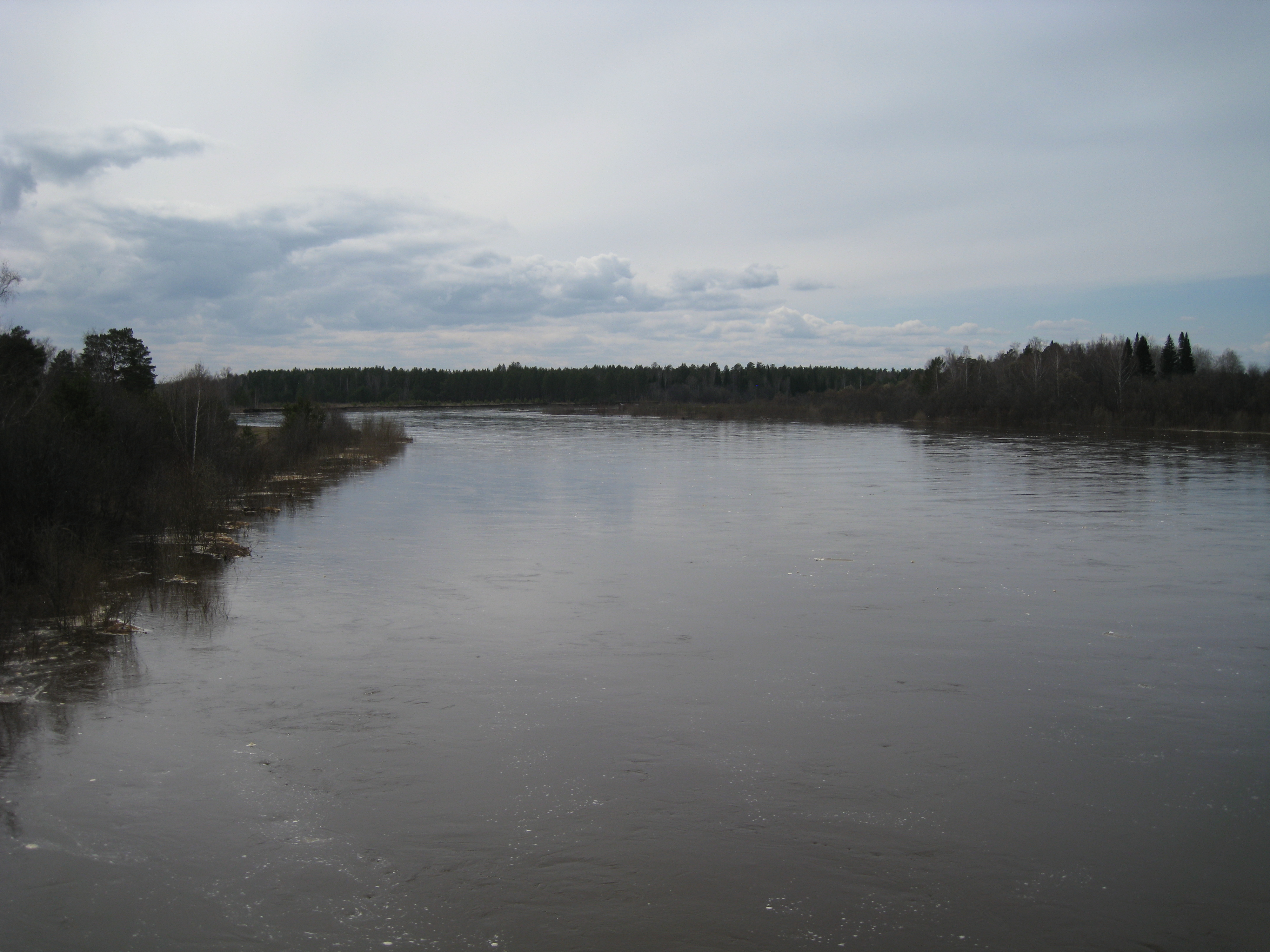
Le Kem.

La république de Carélie compte environ 27 000 cours d’eau.
Parmi les plus importants :
- la Vodla (en finnois : Vodlajoki), 149 km) ;
- le Kem (en finnois : Kemijoki), 191 km) ;
- la Kovda (en finnois : Koutajoki) ;
- la Chouïa (en finnois : Suojoki) ;
- la Souna (en finnois : Suunujoki) avec sa chute de Kivatch (en finnois : Kivatsun vesiputous) ;
- le Vyg (en finnois : Uikujoki).

## Parcs nationaux et réserves naturelles
Les parcs nationaux et réserves naturelles occupent 5 % de la superficie de la république, :
- le parc national de Vodlozero ;
- le parc national du Kalevala ;
- le parc national de Paanajärvi ;
- la réserve naturelle de Kivatch ;
- la réserve naturelle de Kandalakcha ;
- le parc national des îlots du Ladoga ;
- l'archipel de Valaam ;
- la zone protégée d'Aunus (fi) ;
- la réserve naturelle de Kostomoukcha.

## Ressources naturelles
On trouve une cinquantaine de minerais utiles en Carélie, situés dans plus de quatre cents gisements et couches métallifères. Les ressources naturelles de la république comprennent entre autres le minerai de fer, les diamants, le vanadium et le molybdène.